# Sei Bamban (Batang Serangan)
Sei Bamban is een bestuurslaag in het regentschap Langkat van de provincie Noord-Sumatra, Indonesië. Sei Bamban telt 9317 inwoners (volkstelling 2010).